# Taporos
Os taporos (em latim, TAPOLI) era um povo ibérico pré-romano dependente dos lusitanos. Os taporos viviam a norte do rio Tejo, na zona fronteiriça dos estados atuais de Portugal e Espanha.